# Église Saint-Jean de Cinarca
L'église Saint-Jean est une église catholique située à Sari-d'Orcino, en France.

## Localisation
L'église est située dans le département français de la Corse-du-Sud, sur la commune de Sari-d'Orcino.

## Historique
L'édifice est classé au titre des monuments historiques en 1976.